# Unreleased: 1974–2016
Unreleased: 1974–2016 ist ein Musikalbum von Tony Oxley. Die von 1974 bis 2016 entstandenen Aufnahmen erschienen am 7. April 2022 auf Discus Music.

## Hintergrund
Diese Aufnahmen wurden aus der persönlichen Sammlung von Tony Oxley ausgewählt und für diese Veröffentlichung von Karsten Lehl unter Oxleys Aufsicht gemastert. Einige der Stücke wurden viele Jahre nach der ursprünglichen Aufnahme in ihre endgültige komponierte Form gebracht.
Das Material bestand aus verschiedenen Sessions des Schlagzeugers mit dem Who’s Who der europäischen Improvisationsmusik. Die ersten drei Titel wurden 1974 aufgenommen, als Oxley mit dem Trompeter Dave Holdsworth, dem Posaunisten Paul Rutherford, dem Pianisten Howard Riley und dem Bassisten Barry Guy spielte. Diese Titel wurden 2005, 2019 und 2020 remastered und in ihre endgültige Form gebracht. Titel vier, aufgenommen 1981, wurde von Oxley, dem Saxophonisten Larry Stabbins, dem Geiger Phil Wachsmann, dem Pianisten Howard Riley und dem Gitarristen Hugh Metcalfe gespielt, während der fünfte und der letzte Track, aufgenommen im Jahr 2016, Oxley mit dem Perkussionisten Stefan Hölker dokumentiert.
Die Datumsangaben nach jedem Titel geben die Aufnahmedaten wieder, gefolgt vom Fertigstellungsdatum, falls später erfolgt.

## Titelliste
- Tony Oxley: Unreleased: 2014–2016 (Discus 129CD)[1]

1. The Embrace (1974 / 2020) 09:20
2. Ensemble 1 – (1974 / 2005) 07:30
3. Ensemble 2 – (1974 / 2019) 04:28
4. Frame (1981) 14:53
5. Combination (2016) 11:52

Die Kompositionen stammen von Tony Oxley.

## Rezeption

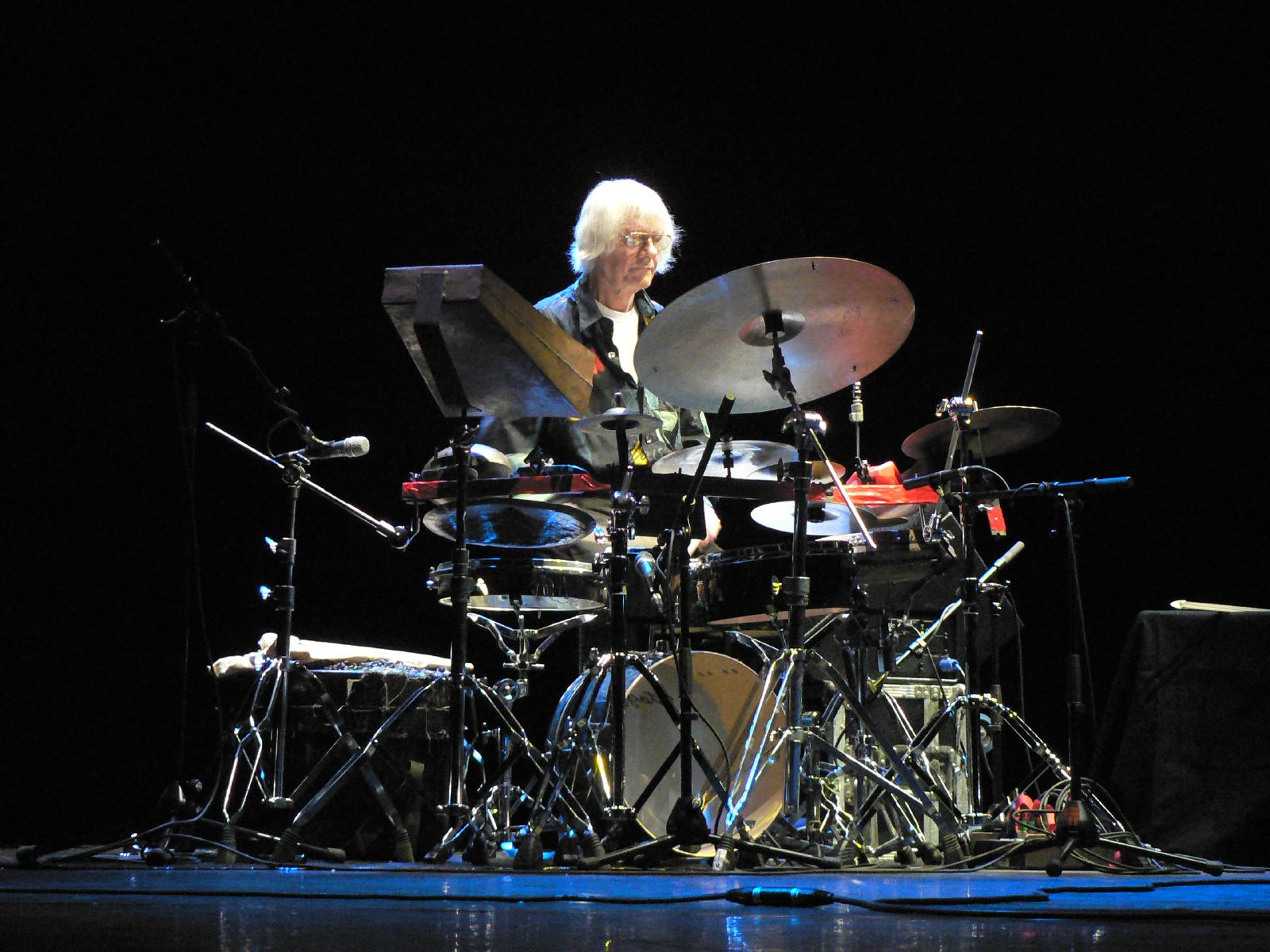
Tony Oxley

Oft werde vergessen, dass Tony Oxley einst Hausschlagzeuger bei Ronnie Scott’s war und eine ganze Schar angesehener amerikanischer Besucher [wie etwa Joe Henderson, Lee Konitz, Charlie Mariano, Stan Getz, Sonny Rollins und Bill Evans] begleitete, bevor er sich in die grenzenlosen Weiten der freien Improvisation wagte, eine Welt, in der er Verbindungen zu Künstlern wie Cecil Taylor aufbaute, schrieb Peter Gamble in Jazz Journal. Sein Engagement für die schärfere Seite der Musik sollte von vielen immer bewundert, wenn auch nicht unbedingt geschätzt werden. Die Art von Präsentationen, mit denen hier vorliegen, seien typisch für einen Großteil seines Schaffens ab den 1970er-Jahren. Sie würden akzeptierte Formen und Strukturen verlassen, stellten Fragen an den Zuhörer und machten dabei keine Gefangenen. „Das ist seine Musik – nimm es oder lass‘ es.“
Nach Ansicht von Chris May, der das Album in All About Jazz rezensierte, ist diese Kompilation völlig eigenwillig und ein spannendes Hörerlebnis.